# 2863 Ben Mayer
2863 Ben Mayer este un asteroid din centura principală, descoperit pe 30 august 1981 de Edward Bowell.